# Patrick Rakovsky
Patrick Rakovsky (Olpe, 1993. június 2. –) német korosztályos válogatott labdarúgó, aki jelenleg az 1. FC Nürnberg játékosa.

## Pályafutása
Fiatalon az SC Bleche-Germinghausen és az FC Schreibershof csapataiban ismerkedett a labdarúgás alapjaival. 1999-ben a cseh Dukla Praha akadémiáján volt, majd ezután megfordult a Sparta Praha és a Slavia Praha korosztályos együttesiben is. 2007-ben visszatért Németországba és a Schalke 04 akadémiáján nevelkedett 2011-ig.
2011 júliusában aláírta első profi szerződését az 1. FC Nürnberg csapatához. 2011. augusztus 20-án debütált az első csapatban a Bundesligában a Borussia Dortmund ellen, ezzel ő lett akkoriban a harmadik legfiatalabb debütáló kapus a bajnokság történelmében. A szezon során megsérült és több mérkőzést volt kénytelen kihagyni. A 2014–2015-ös Bundesliga 2-es szezonban 21 bajnoki mérkőzésen védett.
Német és cseh állampolgár is, de a német korosztályos válogatottakat járta végig.

## Sikerei
- Fritz Walter-medál (U19): bronz 2012